# متین ارکسان
متین ارکسان (انگلیسی: Metin Erksan؛ ۱ ژانویهٔ ۱۹۲۹ – ۴ اوت ۲۰۱۲) کارگردان، و فیلم‌نامه‌نویس اهل ترکیه بود. فیلم او، تابستان خشک، برنده خرس طلایی از جشنواره فیلم برلین شده است.